# Amathole
Amathole (auch: Amatole, englisch Amathole District Municipality) ist ein Distrikt in der südafrikanischen Provinz Ostkap. Auf einer Fläche von 21.595 Quadratkilometern leben 892.637 Einwohner (Stand: 2022). Der Verwaltungssitz befindet sich in East London. Benannt ist der Distrikt nach den Amathole-Bergen nordwestlich von King William’s Town.

## Gemeinden (Local Municipalities) mit ihren größten Städten
Als Beispiel für die Infrastruktur hier die Wasserversorgung der Haushalte (HWA = eigener Hauswasseranschluss; ÖWA = öffentlicher Wasseranschluss in der Nähe; KWA = kein Anschluss an ein Wasserleitungsnetz): Die Trinkwassergewinnung wurde im Distrikt zielstrebig ausgebaut und gehört zu den fortgeschrittenen Versorgungsbereichen in Südafrika, weil die günstigen klimatischen Bedingungen im Gebiet der Amathole-Berge und angrenzender Höhenzüge eine vergleichsweise hohe jährliche Niederschlagsmenge erzeugen.
| Gemeinde  | Verwaltungssitz | Fläche   | Einwohner | H W A | Ö W A | K W A |
| --------- | --------------- | -------- | --------- | ----- | ----- | ----- |
| Amahlathi | Stutterheim     | 4269 km² | 138.642   | 4 %   | 57 %  | 39 %  |
| Great Kei | Komga           | 1736 km² | 44.450    | 4 %   | 68 %  | 28 %  |
| Mbhashe   | Dutywa          | 3050 km² | 255.063   | 1 %   | 9 %   | 90 %  |
| Mnquma    | Butterworth     | 3299 km² | 286.298   | 4 %   | 27 %  | 68 %  |
| Ngqushwa  | Peddie          | 2241 km² | 84.224    | 1 %   | 60 %  | 40 %  |
| Nkonkobe  | Fort Beaufort   | 3724 km² | 128.651   | 5 %   | 62 %  | 33 %  |
| Nxuba     | Adelaide        | 2732 km² | 24.814    | 11 %  | 75 %  | 14 %  |

## Parks/Naturschutzgebiete
- Auckland Nature Reserve
- Fort Fordyce Nature Reserve
- Gonubie Nature Reserve
- Nahoon Nature Reserve
- Umtiza Nature Reserve

## Ausgewählte Sehenswürdigkeiten
- Landschaftsraum Amathole-Berge mit Gartensiedlung Hogsback und artenreichen Teilgebieten
- Cathcart mit historischen Kleinstadthäusern im viktorianischen Stil
- Fort-Hare-Universitätskampus zusammen mit der De Beers Centenary Art Gallery und Gedenkturm für James Stewart in Alice
- Museale Siedlung der ehemaligen Eisenbahnstation Thomas River